# Gary Mabbutt
Gary Vincent Mabbutt (Bristol, 23 agosto 1961) è un ex calciatore inglese, di ruolo difensore.

## Carriera
Ha trascorso l'intera carriera nel campionato inglese, vestendo la maglia di Bristol Rovers e Tottenham.

### Nazionale
Conta 16 presenze e una rete con la maglia della Nazionale.

## Palmarès

### Club
- Coppa UEFA: 1

Tottenham: 1983-1984
- Coppa d'Inghilterra: 1

Tottenham: 1990-1991